# Gare du Locle
Ne doit pas être confondu avec Gare du Locle-Col des Roches.
 (mai 2020).
Si vous disposez d'ouvrages ou d'articles de référence ou si vous connaissez des sites web de qualité traitant du thème abordé ici, merci de compléter l'article en donnant les références utiles à sa vérifiabilité et en les liant à la section « Notes et références ».
La gare du Locle est une gare ferroviaire située dans la commune du Locle dans le canton de Neuchâtel en Suisse. Les trains qui desservent la gare sont des trains CFF, des TransN et des TER Bourgogne-Franche-Comté.

## Service des voyageurs

### Desserte
Vous pouvez aider à l'améliorer ou bien discuter des problèmes sur sa page de discussion.
- Il contient une ou plusieurs listes. Le texte gagnerait à être rédigé sous la forme d’un ou plusieurs paragraphes synthétiques, afin d’être plus agréable à lire. (Marqué depuis mai 2020)
- Il est à actualiser. Certains passages sont obsolètes ou annoncent des événements désormais passés. (Marqué depuis mai 2020)

- Ligne Besançon-Viotte → Valdahon → Morteau → La Chaux-de-Fonds → Neuchâtel
- Ligne Le Locle – Les Brenets

Temps de parcours :
- Neuchâtel : 39-47 minutes
- La Chaux de Fonds : 7-10 minutes
- Les Brenets : 6 minutes
- Morteau : 17-20 minutes
- Besançon : 1h40-1h45

## Matériel desservant la gare
- Autorails :
  - X 73500 (A TER) pour les relations TER Besançon-Viotte → Morteau → La Chaux-de-Fonds
  - Les X 2800 encadrant une remorque XR 6200 ont quitté définitivement la ligne le 6 avril 2009 et ne circulaient plus que sur un aller-retour Besançon-Le Valdahon en semaine.

- Éléments automoteurs diesels :
  - X 76500 (XGC) pour les relations TER Besançon-Viotte → Morteau → La Chaux-de-Fonds